# Нельсон-Лагун (Аляска)
Нельсон-Лагун (англ. Nelson Lagoon) — статистически обособленная местность в боро Восточные Алеутские острова, штат Аляска, США. По данным переписи 2010 года население Нельсон-Лагун составляет 52 человека.

## География
По данным Бюро переписи населения США общая площадь города составляет 509,3 км², из них примерно 350,3 км² — суша и 159,0 км² — открытые водные поверхности.

## Население
По данным переписи 2000 года население статистически обособленной местности составляло 83 человека. Расовый состав: коренные американцы — 78,31 %; белые — 13,25 %; азиаты — 2,41 %; представители двух и более рас — 6,02 %.
Из 31 домашних хозяйств в 41,9 % — воспитывали детей в возрасте до 18 лет, 51,6 % представляли собой совместно проживающие супружеские пары, в 9,7 % семей женщины проживали без мужей, 35,5 % не имели семьи. 19,4 % от общего числа семей на момент переписи жили самостоятельно, при этом 3,2 % составили одинокие пожилые люди в возрасте 65 лет и старше. В среднем домашнее хозяйство ведут 2,68 человек, а средний размер семьи — 3,15 человек.
Доля лиц в возрасте младше 18 лет — 30,1 %; лиц старше 65 лет — 3,6 %. Средний возраст населения — 33 года. На каждые 100 женщин приходится 107,5 мужчин; на каждые 100 женщин в возрасте старше 18 лет — 107,1 мужчин.

## Транспорт
Единственными средствами сообщения с городом служат лодки и авиация. Имеется небольшой аэропорт.